# El bígamo
El bígamo es una película dirigida e interpretada por Ida Lupino en 1953.

## Sinopsis
Harry Graham, un representante comercial, viaja continuamente a Los Ángeles desde San Francisco, donde vive con su mujer, Eve. El matrimonio ha iniciado los trámites para adoptar un hijo, pero el marido empieza a ponerse nervioso cuando Mr. Jordan, jefe de la agencia de adopción, les dice que sus vidas privadas serán investigadas. Mr. Jordan descubre que Harry tiene en Los Ángeles otra esposa, Phyllis, con quien ha tenido un hijo.

## Curiosidad
El guionista de la película, Collier Young, estuvo casado con las dos actrices protagonistas, Ida Lupino (1948-1951) y Joan Fontaine (1952-1961).
- Datos: Q594498